# Жау-ду-Токантинс

Жау-ду-Токантинс на карте штата.

Жау-ду-Токантинс (порт. Jaú do Tocantins) — муниципалитет в Бразилии, входит в штат Токантинс. Составная часть мезорегиона Западный Токантинс. Входит в экономико-статистический микрорегион Гурупи. Население составляет 3 507 человек на 2010 год. Занимает площадь 2 173,047 км². Плотность населения — 1,61 чел./км².

## Демография
Согласно сведениям, собранным в ходе переписи 2010 г. Национальным институтом географии и статистики (IBGE), население муниципалитета составляет:
| Полное население                               | Полное население                               | Полное население                               | Полное население                               | 3 507 |
| ---------------------------------------------- | ---------------------------------------------- | ---------------------------------------------- | ---------------------------------------------- | ----- |
| в том числе:                                   | Городское население                            | 1 310                                          | Процент городского населения, %                | 37,35 |
|                                                | Сельское население                             | 2 197                                          | Процент сельского населения, %                 | 62,65 |
|                                                | Мужское население                              | 1 815                                          | Процент мужского населения, %                  | 51,75 |
|                                                | Женское население                              | 1 692                                          | Процент женского населения, %                  | 48,25 |
| Плотность населения, чел/км²                   | Плотность населения, чел/км²                   | Плотность населения, чел/км²                   | Плотность населения, чел/км²                   | 1,61  |
| Население муниципалитета в % к населению штата | Население муниципалитета в % к населению штата | Население муниципалитета в % к населению штата | Население муниципалитета в % к населению штата | 0,25  |

По данным оценки 2016 года население муниципалитета составляет — 3 761 житель.

## Статистика
- Валовой внутренний продукт на 2003 составляет 10.336.898,00 реалов (данные: Бразильский институт географии и статистики).
- Валовой внутренний продукт на душу населения на 2003 составляет 3.213,21 реалов (данные: Бразильский институт географии и статистики).
- Индекс развития человеческого потенциала на 2000 составляет 0,692 (данные: Программа развития ООН).

## Важнейшие населенные пункты
| № | Населённый пункт | Населённый пункт (порт.) | Категория | Население чел. (2010) | На карте                        |
| - | ---------------- | ------------------------ | --------- | --------------------- | ------------------------------- |
| 1 | Жау-ду-Токантинс | Jaú do Tocantins         | город     | 1 310                 | 12°39′07″ ю. ш. 48°35′30″ з. д. |
| 2 | Нову-Оризонти    | Novo Horizonte           | поселок   | 358                   | 12°50′18″ ю. ш. 48°34′40″ з. д. |
| 3 | Боавентура       | Boaventura               | поселок   | 109                   | 12°51′17″ ю. ш. 48°45′32″ з. д. |